# Tổng giáo phận São Sebastião do Rio de Janeiro
Tổng giáo phận São Sebastião do Rio de Janeiro (Latinh: Archidioecesis Sancti Sebastiani Fluminis Ianuarii, nghĩa là Tổng giáo phận Thánh Sebastian của thành phố Rio de Janeiro, gọi tắt: Tổng giáo phận Rio de Janeiro) là một tổng giáo phận Công giáo Rôma ở Brasil được thành lập vào ngày 19 tháng 7 năm 1575 với tư cách là giám hạt tòng thổ (territorial prelature), và được nâng lên thành giáo phận vào ngày 16 tháng 11 năm 1676. Đến ngày 27 tháng 4 năm 1892 được nâng lên thành tòa giáo miền (metropolitan see) và được định danh là tổng giáo phận vào ngày 6 tháng 5 năm 2003 cho đến ngày nay. Tổng giám mục hiện nay của Rio de Janeiro là Orani João Tempesta.